# Mats Dahlbäck
Mats Herman Ludvig Dahlbäck, född den 18 januari 1933 i Enköping, död 3 oktober 1996 i Västerås, var en svensk skådespelare.

## Filmografi
- 1953 – I dimma dold
- 1967 – Fången
- 1968 – Badarna
- 1968 – Rätt man (TV-teater)
- 1968 – Korridoren
- 1969 – Ni ljuger
- 1970 – Överingenjören
- 1970 – Röda rummet
- 1973 – Någonstans i Sverige
- 1973 – Desertören
- 1996 – Jerusalem

## Teater

### Roller (ej komplett)
| År   | Roll        | Produktion                                | Regi               | Teater      |
| ---- | ----------- | ----------------------------------------- | ------------------ | ----------- |
| 1955 | Si Cromwell | Vår lilla stad (Our Town) Thornton Wilder | Per-Axel Branner   | Nya Teatern |
| 1961 |             | Strömkarlen Björn-Erik Höijer             | Lars-Erik Liedholm | Wasa Teater |